# Stadhouderskade 97
Stadhouderskade 97 betreft een woonhuis, gelegen is aan de Stadhouderskade, de zuidoever van de Singelgracht in Amsterdam-Zuid, De Pijp.
Het betreft hier een woonhuis dat vrij rechttoe rechtaan is gebouwd in de eclectische bouwstijl. Die stijl komt aan de Stadhouderskade relatief vaak voor. Het is dan ook niet de bouwstijl die het gebouw laten opvallen, maar de drie zwartgrijze koppen (mascarons) die op de begane grond zijn aangebracht in het witte pleisterwerk. Het is niet bekend, wie de koppen heeft laten plaatsen.  Het gebouw kent vier woonetages, een flinke dakplint en een zolderetage.
Een van de eerste gebruikers van het gebouw dat vermoedelijk uit 1878 stamt was Prof. Dr. Med. J. Schoondermark. Jacobus Schoondermark jr. voerde hier eind 19e eeuw en begin 20e eeuw een tandheelkundige en fysiotherapeutische praktijk. Zijn reputatie als arts was twijfelachtig, maar hij staat wel te boek als een van de eerste artsen die streefde naar een vriendelijker bejegening van homoseksualiteit. Zijn oeuvre bestaat uit een kleine vijftig boekwerken en brochures, doch gevreesd moet worden dat een deel daarvan plagiaat is.
Na het vertrek van Schoondermark was militair Paul Auguste Rudolphe Constant van Linden Tol de bewoner. Hij zat in de staf van de Stelling van Amsterdam en was gehuwd met Alison Maria Dina Sieger. Zij was dochter van Johann Sieger, de baas van de Amsterdamse Chinine Fabriek (ACF). Zij was de zus van chemicus Wilhelm Sieger.  
Oost ·
160 ·
158 ·
157 ·
156 ·
155 ·
151-154 ·
149-150 ·
145-146 ·
142-144 ·
140-141 ·
137-139 ·
135-136 ·
130-134 ·
129 ·
128 ·
125-127 ·
123-124 ·
116-122 ·
115 ·
110-113 ·
100-101 ·
97 ·
95-96 ·
93-94 ·
92 ·
91 ·
89-90 ·
87-88 ·
86 ·
85 ·
84 ·
82-83 ·
78-79 ·
77 ·
Heineken Brouwerij ·
74 ·
72-73 ·
69-70 ·
68 ·
67 ·
65-66 ·
64 ·
62-63 ·
60-60a ·
58-59 ·
56-57 ·
Willemshuis ·
Van Nispenhuis ·
Kapel van Sint Josephs Gezellen-Vereeniging ·
54 ·
52-53 ·
47-49 ·
Carel Willinkplantsoen ·
Polderhuis ·
Ruysdaelkade 2-4 ·
Judith Leysterbrug ·
42 (Rijksmuseum) ·
40-41 ·
31-35 ·
30 ·
29 ·
Park Centraal Amsterdam ·
Stedemaagd (Vondelpark) ·
Byzantium ·
Koepelkerk ·
12 (Marriott) ·
Persilhuis ·
7 ·
5 ·
3 ·
1 ·
West